# Kurt Pettersén
Kurt Pettersén (Borås, Västra Götaland, 21 de junho de 1916 — Borås, Västra Götaland, 15 de novembro de 1957) foi um lutador de luta greco-romana sueco.

## Carreira
Foi vencedor da medalha de ouro na categoria de 52-57 kg em Londres 1948.